# Verbascum tundscheliense
Verbascum tundscheliense är en flenörtsväxtart som beskrevs av Hub.-mor.. Verbascum tundscheliense ingår i släktet kungsljus, och familjen flenörtsväxter. Inga underarter finns listade i Catalogue of Life.